# 苫小牧第一観光ハイヤー
苫小牧第一観光ハイヤー株式会社（とまこまいだいいちかんこうハイヤー）は、北海道苫小牧市に本社を置くタクシー会社。第一交通グループ。

## 概要
営業区域は、苫小牧交通圏
2016年（平成28年）7月1日、東京無線協同組合と業務提携し、タワーネットワークに加盟。東京無線タクシーの制服や社名表示灯を導入していた。
2022年（令和4年）7月5日 - 第一交通サービス株式会社が全発行済株式を取得し、第一交通グループとなり、苫小牧第一観光ハイヤー株式会社に社名変更。

## 沿革
出典:
- 1957年（昭和32年）
  - 5月22日 - 営業免許状を取得。
  - 6月14日 - 酒井武が苫小牧観光ハイヤー株式会社を設立し、苫小牧市錦町で、認可車両5台（苫小牧営業所3台、白老営業所2台）で事業を開始。
- 1972年（昭和47年）5月1日 - 白老営業所廃止。
- 2016年（平成28年）
  - 7月1日 - 東京無線協同組合と業務提携し、タワーネットワークに加盟。
  - 10月1日 - タクシー全車両に無料Wi-Fiを導入。
  - 11月1日 - 電子マネー、クレジットカード決済サービス導入。
- 2017年（平成29年）
  - 6月1日 - 認可車両数を4台減車し、計30台に。
  - 11月1日 - トヨタジャパンタクシー導入開始。
- 2022年（令和4年）7月5日 - 第一交通サービス株式会社が全発行済株式を取得し、苫小牧第一観光ハイヤー株式会社に社名変更[広報 1]。